# Gonzalo Pérez de Olaguer
Gonzalo Pérez de Olaguer (Gènova, 1936 – Barcelona, 2 de juny del 2008) fou un periodista i crític teatral.
Era fill de l'escriptor i propagandista carlí Antonio Pérez de Olaguer. El 1956 va començar a estudiar Farmàcia a la Universitat de Barcelona però acabà dirigint el grup de Teatro Español Universitário (TUB). El 1963 va crear el grup Bambalinas i la llibreria de teatre Metropolitana. El 1965 va fundar amb Francesc Jover la revista teatral Yorick, revista de teatre, publicació mensual que va arribar fins al 1974. Va ser col·laborador habitual a les revistes Reseña, Revista Europa, Mundo Revista, Primer Acto i el Público.
Fa de crític teatral des del 1965 i, de manera continuada, en el Mundo Diario (1973-1976), Diario de Barcelona (1976-1978) i a El Periódico de Catalunya des de la seva aparició el 1978 fins al 2008, any de la seva mort. Des de 1991 mantenia col·laboració setmanal amb Guía del Ocio de Barcelona i des del 2003 firmava la secció «Memòria Crítica» de la publicació mensual del Teatre BCN.
Gràcies a la seva passió i dedicació per les arts escèniques va guanyar molts premis a la crítica i al periodisme, com el Premio Nacional de Teatro (1969-70), Premis Sitges de teatro (1967), Premi ADB (2003), V Premio Palma de Alicante (2005), Premi Christa Leem (2009), entre d'altres.

## Fons
El seu fons es conserva al Museu de les Arts Escèniques de Barcelona. Va del 1956 al 2008 i està format bàsicament per retalls de premsa i crítiques teatrals dels quals la gran majoria ell és l'autor, programes de mà, informació vària de diferents obres, companyies teatrals, teatres..., fotografies i correspondència, sempre tenint com a tema principal el teatre. Es conserva en caixes que separen els documents per tipologia documental. Dins de les caixes cada document o sèrie es conserva en sobres inventariats.

## Publicacions
- Teatre independent a Catalunya (1970)
- Adolfo Marsillach: una biografia socio-teatral (1972
- TNB, història d'una imposició (1990)
- La Fira al Teatre al Carrer de Tàrrega (1998)
- Memòria crítica: Els anys difícils del teatre català. Arola Editors. Tarragona, 2008.